# Delias subnubila
Delias subnubila är en fjärilsart som beskrevs av John Henry Leech 1893. Delias subnubila ingår i släktet Delias och familjen vitfjärilar. Inga underarter finns listade i Catalogue of Life.